# Bronze d'Ascoli
El bronze d'Ascoli és una inscripció romana sobre una placa de bronze descoberta a Roma el 1908 que actualment es conserva als Museus Capitolins i que recull com el 89 aC Gneu Pompeu Estrabó concedí la ciutadania romana i altres dons una trentena de soldats ibers (anomenats hispans al document) que havien participat en el setge d'Asculum (actual Ascoli, a Itàlia), a les guerres civils romanes.
Els soldats que reben els dons són els membres d'una unitat de cavalleria anomenada turma Salluitana, el nom de la qual s'ha relacionat amb el de Salduba o Salduie, antecessora de la Cesaraugusta romana (actual Saragossa). A la placa es relacionen els noms i el lloc d'origen dels soldats, que se situen entre els Pirineus i la vall de l'Ebre, entre ells Ausa (Vic), Ilerda (Lleida), Segia (Ejea de los Caballeros), Iulia Libica (Llívia), Succosa. (Carinyena) i Illurcis (Alfaro).
Amb els noms dels cavallers apareixen també els dels seus pares. Tots són noms ibers, transcrits a la manera romana, excepte els de tres dels soldats procedents d'Ilerda que porten noms romans mentre que els noms dels seus pares són clarament ibers, cosa que s'ha considerat un testimoni de l'aculturació de la població de la vall de l'Ebre en la cultura romana, poc més d'un segle després que els romans haguessin arribat a la zona.

## Turma Salluitana
La llista dels noms de la Turma Salluitana és la següent:
| Sanibelser Adingibas f. Illurtibas Bilustibas f. Estopeles Ordennas f. Torsinno Austinco Bagarensis Cacususin Chadar f. [...]censes […] Sosimilus f. […] [...]irsecel f. […] [...]igaun f. […] Nespaiser f. | Ilerdenses Otacilius Suisetarten f. Cn. Cornelius Nesille f. P. Fabius Enasagin f. Begensis Turtumelis Atanscer f. Segienses Sosinadem Sosinasae f. Sosimilus Sosinasae f. Urgidar Luspanar f. Gurtarno Biurno f. Elandus Enneges f. | Agirnes Bennabels f. Nalbeaden Agerdo f. Arranes Arbiscar f. Umargibas Luspangib f. Ennegenses Beles Umarbeles. f. Turinnus Adimels f. Ordumeles Burdo f. Libenses Bastugitas Adimels f. Umarillun Tarbantu f. Suconsenses Belennes Albennes f. Atullo Tautindals f. Illuersensis Balciadin Balcibil f. |

L'anàlisi dels noms de la llista ha permès entendre l'estructura dels antropònims ibers. Hi ha una sèrie d'elements que es repeteixen, tant al començament com al final: sois, tibas, adin, beles... Els noms de persona són bimembres compostos per dos formants antroponímics. Així, Adingibas està compost per dos formants, Adin i Gibas, que alhora apareixen a Balciadin (Balci i Adin) i a Umargibas (Umar i Gibas). D'aquesta forma s'han pogut identificar antropònims en l'epigrafia ibèrica que alhora indiquen nous formants antroponímics.